# Nagano (插畫家)
nagano（日语：／ Nagano），日本插畫家、漫畫家。女性。《對自己吐槽的白熊》（現為長野熊）和《吉伊卡哇（這又小又可愛的傢伙）》的作者。她使用墨筆、自動鉛筆、彩色鉛筆和COPIC麥克筆模擬典型的柔和線條畫，細膩而獨特的觸感，以及不僅可愛而且描繪世界荒謬的故事受到各個年齡層男性和女性的廣泛支持。

## 概要
她以對自己吐槽的白熊（現為長野熊）因在Twitter和LINE貼圖上發布作品而走紅。
作為插畫家，其活動範圍廣泛，包括與公司和藝術家的各種合作，以及為地方政府進行角色設計。
而「志武士獅子丸」被設計為鹿兒島縣志布志市旅遊和特產協會的官方角色。獅子形像以志布志市市花向日葵為基礎，於2013年採用。
2018年，她與寶可夢合作，創作並發布了LINE創作者貼圖。2019年，合作商品「24小時寶可夢Chu」在全國寶可夢中心出售。
使用LINE創作者貼圖，可以創建並發布原始角色，如自己吐槽的白熊、吉伊卡哇（這又小又可愛的傢伙）等。在日本創作者排行榜上名列第一，在台灣LINE創作者市場上也常名列前茅。
在所創作的角色中，自己吐槽的白熊獲得了很高的人氣，包括在2017年12月被選為MVP，甚至開始銷售商品，並開設合作咖啡館。漫畫開始連載2018年7月在「潮日本」上發表，該網站是朝日新聞社經營的華人圈日本最新資訊網站。
為了緩解半夜的飢餓感，她開始在Twitter上發布插畫，同時也進行美食報導。還發布了自己吐槽的白熊的漫畫。這部作品拓展了自己吐槽的白熊的世界觀，同時也創造了一種令人聯想到「荒謬」和「瘋狂」感的可愛設計，在Twitter上引起了轟動。漫畫中出現的鼴鼠可樂餅已成為受歡迎的角色。2023年11月起在漫畫中登場的海豹也與吉伊卡哇十分相似，引發了超過8萬個讚的反響。
2020年，《吉伊卡哇》在Twitter上連載，截至2023年4月，Twitter粉絲數超過214萬人。2022年4月《吉伊卡哇》被製作成動畫，並在新聞資訊節目的電視上常駐播出，並在網路上傳播，因而被廣泛的人們所熟知。
2023年4月，她在Twitter上宣布自己將住院接受手術（據本人稱，並不是因為過度勞累，現在已經做完手術出院）。在當時的報告插圖中，她用羅馬字母寫下了「MASUI DAISUKI!!」（我愛麻醉）。
2024年，《吉伊卡哇》獲得第53屆日本漫畫家協會獎大獎萬畫部門。同年，獲得第6屆野間出版文化獎（對她過去10年的整個活動給予高度評價）。

## 人物
- 她說從懂事開始就喜歡畫畫，因為畫畫已經很久了，以至於本身甚至不記得為什麼開始畫畫的[19]。
- 小時候，她經常在筆記本上畫漫畫，自從開始使用電腦後，就參與線上描繪[9]。
- 在繪製插圖時，她是類比主義者，不會直接在電腦上繪製，而是掃描手繪插圖並使用它們[19]。
- 《週刊Morning》電子版連載的《MOGUMOGU白熊邊走邊吃》不僅是模擬格式製作，而且還需要取材，所以步驟比其他作品多，而且有時可能很困難，但對於所有的辛苦工作來說，完成的喜悅可能是最大的[19]。
- 在本身Twitter上連載的漫畫是為了從上述《MOGUMOGU白熊邊走邊吃》繁重的工作中得到休息的一種方式，而她自己有著強烈的創作慾望，並在工作之餘畫漫畫來休息[19]。
- 影響她的藝術家有螻榮子、崎千春、高木直子、福滿茂之[5]。在坂崎書中的一句話給了她留下了特別深刻的印象「我放棄了自己不擅長、不會畫的部分，開始畫我能畫的東西」[5]。另外，她很欣賞豐田實的水彩畫，並開始使用固體水彩畫[5]。
- 影響本身作品的有《咕嚕咕嚕魔法陣》、《小紅帽恰恰》以及吉田戰車的作品[12]。
- 作為本身的原點，她引用了《狼和七隻小山羊》和《大鬍子塞繆爾的故事（日语：The Tale of Samuel Whiskers or The Roly-Poly Pudding）》等童話故事和圖畫書，這些童話故事和繪本在平靜的氣氛中讓人有一種激動[19]。
- 她稱本身對生物的無情本性有著強烈的興趣，例如雌性螳螂吃雄性螳螂，並且非常渴望描繪這些生物的特徵[19]。在Twitter上連載的漫畫《吉伊卡哇》裡表達了這一點的本質，其中出現了鼴鼠可樂餅[19]。
- 她認為質地對食物的美味起著很大的作用，其漫畫和插圖經常包含獨特的擬聲聲音來傳達食物的質地[2]。
- 她住在關東，但曾經移居宮古島大約一年[20]。

## 作品列表
- （角川文庫刊，2018年）
- 對自己吐槽的白熊的輕鬆簡單的旅行英語會話 只需一個單字即可傳達，簡單實用的英語短語（監修：川合亮平，KADOKAWA刊，2018年）
- 對自己吐槽的白熊超級煩人的大家來找碴（日本文藝社（日语：日本文芸社）刊，2019年）
- 對自己吐槽的白熊算命（日本文藝社刊，2020年9月19日)
- 對自己吐槽的白熊之書 鼴鼠可樂餅之歌（講談社刊，2019年）
- 對自己吐槽的白熊之書 鼴鼠可樂餅的夢想（講談社刊，2020年）
- MOGUMOGU白熊邊走邊吃（《週刊D-Morning》，2019年—2021年，全3冊）
- 吉伊卡哇 大家來找碴 這又小又可愛的傢伙（講談社刊，2021年11月26日)
- 吉伊卡哇 這又小又可愛的傢伙（講談社刊，已出版7冊）
- 吉伊卡哇 猜謎書 這又小又可愛的傢伙（講談社刊，2022年3月23日）
- （講談社刊，2022年6月22日）
- 吉伊卡哇心理測試 這立刻就猜中我的傢伙（講談社刊，2022年7月22日)

## 争议
根据2024年4月期间报道，一篇在2023年的X贴文提到，长野在2019年发行的一本《吉伊卡哇》系列漫画中，以自嘲熊（ナガノのくま）的形象，在一篇台湾游记最后评价「台灣…真是個很棒的國家吶…（台湾いい国だなぁ）」。另外有报道提到，2018年长野Twitter提起在台湾旅行时提到类似“台湾是一个国家”的描述。
这些消息报道，适逢吉伊卡哇与名創優品进行联动产品销售活动，引起中國大陆網友的反响，認為言論涉嫌台獨，表示会對其及其作品的抵制，也有一些观点提到其中日本语的“国”包括“地区”的意思，并没有代表认同“台湾是一个国家”的描述。

## 外部連結
- Nagano的X（前Twitter） （日語）
- Nagano的Bluesky （日語）
- （日語）—長野的官方郵購網站。
- （日語）—吉伊卡哇的官方郵購網站。